# Daniele Russo
Daniele Russo (sinh ngày 3 tháng 11 năm 1985) là một hậu vệ bóng đá người Thụy Sĩ, hiện tại thi đấu cho AC Bellinzona.